# 水谷川忠麿
水谷川 忠麿（みやがわ ただまろ、1902年〈明治35年〉8月27日 - 1961年〈昭和36年〉5月20日）は、日本の男爵、貴族院議員。旧姓、近衛。

## 経歴
公爵近衛篤麿の四男として生まれた。兄に内閣総理大臣の近衛文麿、指揮者の近衛秀麿、ホルン奏者の近衛直麿がいる。
男爵水谷川忠起の養子となり家督を相続する。学習院中等科時代から有島生馬について洋画を習い、画家を志す。学習院高等科在学中、1921年（大正10年）に養母堯子を亡くした。1923年（大正12年）京都帝国大学文学部哲学科に入学した直後に養父忠起を亡くし、男爵位を相続。京大在学中は京都帝大オーケストラに参加してオーボエを吹き、京都音楽協会の設立に参加。家伝の華道「御門流」の再興を図り、二科展に入選する。
のち、内務大臣秘書官や大蔵大臣秘書官を歴任し、原田熊雄の後釜として西園寺公望の秘書になったこともあった。1938年（昭和13年）1月22日、補欠選挙で貴族院男爵議員に選出され、公正会に所属し1947年（昭和22年）5月2日の貴族院廃止まで在任した。戦後は春日大社・談山神社宮司、華道「御門流」家元を歴任した。茶の湯を嗜み、みずから茶盌や茶杓を製作した。
はじめ、近衛秀麿の次男の秀健を養子に迎えたが1939年（昭和14年）2月25日に秀健は水谷川家の籍を離れて男爵常磐井堯猷（近衛忠房の三男で秀麿・忠麿らの叔父）の家に預けられ、最終的に近衛家へ戻り、指揮者となる。秀健の長男の近衛一はバスーン奏者、長女の文子はNHK勤務、次男の近衛大は弁護士となった。
秀健を離縁した後、1939年10月19日、秀麿の三男の近衛俊健を忠俊と改名して養子に迎えた（作曲家の水谷川忠俊）。忠俊の長女の水谷川陽子はヴァイオリニスト、次女の水谷川優子はチェリスト。
このほか、長兄文麿と新橋の芸者山本ヌイとの娘である斐子（あやこ、1931年 - ）を養子に迎えていた時期もある（のち山本家に復籍）。

## 系譜

### 水谷川家
水谷川家は、近衛忠熙の子である水谷川忠起を始祖とし、奈良華族として列せられた。

### 近衞家
近衞家は、藤原忠通の子である近衞基実を始祖とし、五摂家の一つであった。

### 皇室との関係
後陽成天皇の男系12世子孫である。後陽成天皇の第四皇子で近衛家を継いだ近衛信尋の男系後裔。

詳細は皇別摂家#系図も参照のこと。

## 栄典
- 1936年（昭和11年）3月2日 - 従四位[8]